# Gelis stigmaterus
Gelis stigmaterus är en stekelart som först beskrevs av Cresson 1872.  Gelis stigmaterus ingår i släktet Gelis och familjen brokparasitsteklar. Inga underarter finns listade i Catalogue of Life.